# Hypena griseolalis
Hypena griseolalis là một loài bướm đêm trong họ Erebidae.